# La Granja (Tarragona)
La Granja és una urbanització de la raval de Torreforta, al municipi de Tarragona. L'any 2022 comptava amb 3.363 habitants. Se situa a ponent del nucli original de Torreforta, entre aquest i Campclar, a tocar de la T-11.
La Granja es va començar a edificar l'any 1967 per l'antiga Caixa d'Estalvis Provincial de Tarragona en uns terrenys que ocupava una granja, que li va donar el nom. La construcció d'aquesta urbanització s'emmarca en el desenvolupament urbanístic del ponent del terme municipal de Tarragona arran de les necessitats d'habitatge dels immigrants que venien a treballar al complex petroquímic de la ciutat.
Avui s'erigeix com un dels nuclis principals de Torreforta, donada la gran quantitat d'equipaments que acull (alguns amb el nom de la urbanització), com ara el camp de futbol municipal de la Granja, el CAP La Granja, el col·legi La Salle de Torreforta, l'escola Mare de Déu dels Àngels, la llar de gent gran municipal La Granja o la deixalleria La Granja.